# Afroman
Afroman, född Joseph Mortimer Foreman den 28 juli 1974, är en rappare från South Central i Los Angeles i Kalifornien. Han började skriva låtar redan i åttonde klass, den första låten var om hans lärare. Hans kanske mest kända sång är 2001-hitten ”Because I Got High” som blev populär genom Napster, lokala radiostationer och filmen Jay and Silent Bob Strike Back. Han bodde först i LA och sen flyttade han till Palmdale i Kalifornien. Palmdale finns med i de flesta låttexterna. ”Because I Got High” blev nominerad för 2002's Grammy-utdelning för bästa framträdande inom solorap. I december 2022 meddelade han att han ämnar att kandidera till president i det amerikanska presidentvalet 2024, med slagorden "We’re gonna get legal weed everywhere". I april 2023 lämnade han in de nödvändiga papperna till Federal Election Commission som krävs för att få kandidera till presidentposten.

## Diskografi
- 2000 – Sell Your Dope med låten ”Crazy Rap”, även känd som ”Colt 45”